# Place de la Louve (La Louvière)
Pour les articles homonymes, voir Place de la Louve.

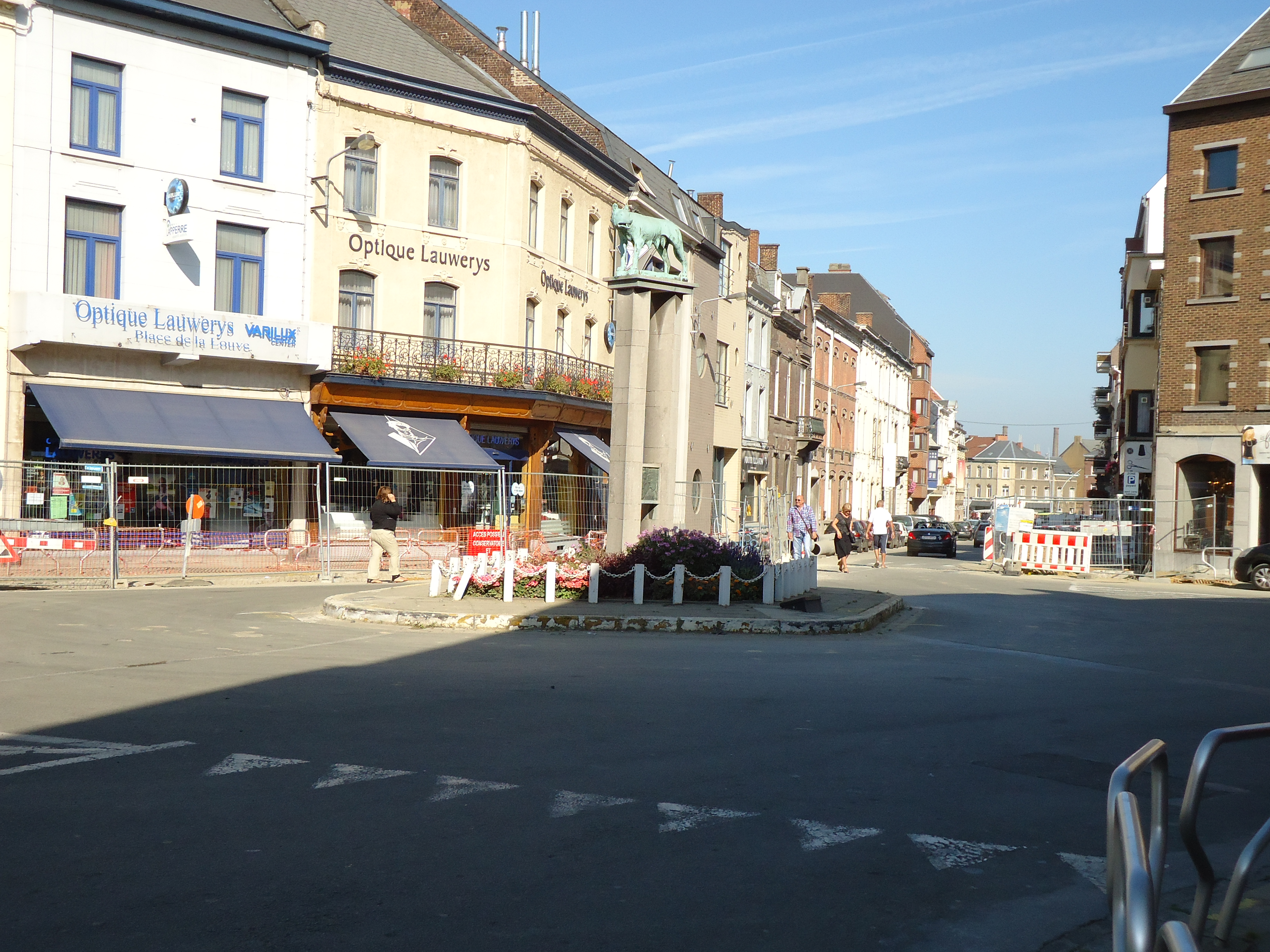
Place de la Louve

La place de la Louve est une place louvièroise.

## Situation et accès
Elle est située à l'intersection de la rue Kéramis et de la rue de la Loi.

## Origine du nom
Elle doit son nom au fait qu'en son centre se trouve la célèbre sculpture de la Louve de La Louvière.